# Der Rodelkavalier
Der Rodelkavalier er en tysk stumfilm fra 1918 af Ernst Lubitsch.

## Medvirkende
- Ernst Lubitsch - Sally Piner
- Ferry Sikla
- Ossi Oswalda - Ossi Hannemann
- Erich Schönfelder
- Julius Falkenstein